# Книга знания (сочинение Ибн Сины)
«Книга знания» («Дани́ш-намэ́», перс. دانشنامه‎) — сочинение Ибн Сины (Авиценны) на персидском языке, написанное им в 1024—1037 годах.

## Состав сочинения
Сочинение состоит из четырёх частей:
1. «Логика»
2. «Метафизика»
3. «Физика»
4. «Математика»

Последняя математическая часть была вскоре после написания утрачена, но затем написана заново аль-Джузджани, учеником Ибн Сины.

## Смысл названия
Точное название сочинения — «Книга научного знания» («Даниш-намэ-и-алаи», перс. دانشنامه علائی‎). Термин следует понимать в неоплатоническом философском подходе Ибн Сины, излагаемом им в разделе «Метафизика». Происходя от его же термина аль-Илайат (Божественное знание), он означает не знания, данные человеку свыше, но знания, которых человек может достичь сам силой своего верно направленного разума. При этом отвлечение от материальной стороны вещей и устремление к действующему уму откроет возможность прямого познания. Артур Сагадеев приводит такой характерный фрагмент из «Книги знания»:

Возможно найти такого редкого человека, который, если захочет, то поймет без учителя все науки подряд с начала до конца в течение одного часа, потому что он связан с действующим умом так хорошо, что ему не надо думать, словно ему откуда-то подсказывают, и в самом деле это так. Такой человек должен быть источником учения для человечества, и это не странно. Мы сами видели такого рода человека. Он изучил вещи мышлением и трудом, но при наличии силы догадки он не нуждался во многих трудах, и догадки его о многих вещах соответствовали тому, что было написано в книгах. Таким образом, ему не надо было читать много книг и трудиться над ними. Этот человек в возрасте 18—19 лет усовершенствовался в науках: философии, логике, физике. метафизике, геометрии, астрономии, музыке, медицине и прочих сложных науках до такой степени, что не встречал себе подобного. Он в последующие годы остался на том же уровне знаний, и ничего к его знаниям не прибавилось.
В Интернете и в некоторых популярных публикациях встречается объяснение «и-алаи» в полном названии как посвящение, адресатом которого является некий Ала ад-Даула, принц Исфахана. Это пример ошибочной народной этимологии.
При принятом в академической традиции написании «Даниш-намэ», в русскоязычных публикациях в Таджикистане встречается «Донишнома», эквивалент современного таджикского написания кириллицей.

## Нарицательное значение в таджикском языке
«Книга знания» может служить описательным оборотом термина «энциклопедия» (происходит от «полный круг обучения» по-древнегречески). И по своей сути сочинение Ибн Сины можно рассматривать как энциклопедический компендиум основных знаний основных наук того времени. Поэтому в современном таджикском языке, в рамках объявленной борьбы с иностранными заимствованиями, предлагается вместо заимствованного тадж. энсиклопедия использовать «исконное» тадж. донишнома. Нарушение такой рекомендации может повлечь даже угрозы судебного преследования.